# Візуальне середовище програмування
Візуальне середовище програмування  - інтегроване середовище розробки програмних засобів (IDE, яке містить редактор вихідного коду, компілятор чи/або інтерпретатор, засоби автоматизації збірки та засоби для спрощення розробки графічного інтерфейсу користувача). Середовища для візуального програмування також надають змогу конструювати програми шляхом оперування графічними об’єктами. Багато сучасних візуальних середовищ програмування використовуються для реалізації принципів об'єктно-орієнтованого підходу у розробці програмного забезпечення.